# Ahmad Alenemeh
Ahmad Alenemeh (em persa: احمد آل نعمه‎; Ahvaz, 20 de outubro de 1982), é um futebolista Iraniano que atua como defensor. Atualmente, joga pelo Foolad.

## Títulos

### Sepahan
- Iran Pro League (1): 2009–10

### Irã
- WAFF Championship (1): 2008